# Мартіна Хінгіс
Марті́на Хінгісова, або Гі́нґіс (словац. Martina Hingisová, нім. Martina Hingis; нар. 30 вересня 1980, Кошиці) — швейцарська тенісистка, перша ракетка світу (1997, 1999, 2000 — загалом 209 тижнів), п'ятиразова переможниця турнірів Великого шолома в одиночному розряді та тринадцятиразова — у парному. Триразова переможниця Відкритого чемпіонату Австралії — (1997, 1998, 1999), по одному титулу на Вімблонському турнірі та Відкритій першості США у 1997. 1998 року здобула перемогу в парному розряді разом з Мір'яною Лючич на Відкритому чемпіонаті Австралії та Яною Новотною на Відкритому чемпіонаті Франції, Вімблдоні та Відкритому чемпіонаті Австралії. Спортсменка року Швейцарії (1997).
1 листопада 2007 оголосила завершення кар'єри — після того, як була звинувачена у вживанні кокаїну за результатами аналізів, взятих під час Вімблдонського турніру 2007 року. 4 січня 2008 була офіційно дискваліфікована ITF на два роки за вживання речовин на основі метаболіту кокаїну під час Вімблдону-2007. Сама Гінґіс заперечила вживання кокаїну.
У липні 2013 Мартіну Гінґіс уведено до Міжнародної зали тенісної слави.
У 2013 році Гінґіс оголосила нове повернення в теніс, цього разу тільки для гри в парному розряді та міксті. Повернення було успішним. Гінґіс виграла ще кілька турнірів Великого шолома в парі, піднялася на перший щабель парного рейтингу, завершила здобуття кар'єрного Великого шолома в міксті, стала срібною олімпійською медалісткою.

## 1980—1993: Перші кроки
Мартіна Гінґісова народилася в Кошицях (Чехословаччина) в тенісній родині: мати — чешка Мелані Моліторова (чеськ. Melanie Molitorová), батько — словацький угорець Кароль Хінгіс (угор. Károly Hingisz, словац. Karol Hingis) і була названа на честь Мартіни Навратілової. Мати була тенісисткою — мала 10 рейтинг у Чехословаччині.
Мартіна почала займатися спортом дуже рано. У 3 роки вона вперше стала на лижі, а в 5 років взяла участь у своєму першому тенісному турнірі під керівництвом своєї матері, що була також тренеркою Мартіни. Після розлучення й повторного шлюбу — Мелані з донькою, якій на той час було 7 років, переїжджають у Труббах (нім. Trubbach) — маленьке містечко на півночі Швейцарії.
Юніорська кар'єра була феєричною. У період з 1989 по 1993 Гінґіс незмінно перемагає на всіх чемпіонатах усередині Швейцарії, двічі виграє чемпіонат Європи та ряд міжнародних турнірів. У 1993 році Гінґіс перемагає на юніорському Roland Garros в особистому та парному розрядах і стає наймолодшою переможницею юніорських турнірів Великого шолома, відібравши рекорд у Дженніфер Капріаті. У 1994 році Гінґіс перемагає в юніорській частині Вімблдонського турніру і стає наймолодшою його переможницею у віці 13 років 276 днів. У цьому ж році вона виходить у фінал юніорського турніру US Open.

## 1994—2002: Професійна кар'єра
Професійною тенісисткою Гінґіс стає у 1994. Із цього часу починається її стрімке сходження до слави — вже під кінець року вона займає 87 рядок у рейтингу, а 12 червня 1995 входить до 20-ки найкращих тенісисток планети. Гінґіс зіграла перший матч професійно у тому ж турнірі, де її велика тезка Мартіна Навратілова оголосила про свою останню гру у кар'єрі.
8 червня 1996 року, вигравши разом із Геленою Суковою свій перший титул на турнірі Великого шолома в парі, Гінґіс стає наймолодшою переможницею Вімблдонського турніру за всю історію його проведення. У цьому ж році у Фільдерштадті вона виграє свій перший одиночний титул («Porsche Tennis Grand Prix») і займає 4 рядок у світовому рейтингу WTA.
1997 рік став для Гінґіс тріумфальним. Цього року вона грала в усіх фіналах турнірів Великого шолому і програла лише у фіналі Відкритого чемпіонату Франції Іві Майолі. Також вона одержала цього року 75 перемог і зазнала всього 5 поразок. Гінґіс ввійшла до історії тенісу після перемоги на Відкритому чемпіонаті Австралії, як наймолодша переможниця турнірів Великого шолома в одиночному розряді (у віці 15 років та чотири місяці). Перемога на Відкритому чемпіонаті Австралії в одиночному та парному розрядах і безпрограшна серія з 39 ігор на початку року дозволили Гінґіс завоювати перший рядок у світовій класифікації. Сталося це 31 березня 1997 року.
У 1998 році Гінґіс виграла всі чотири турніри Великого шолома в парі, встановивши в такий спосіб особистий рекорд. Вона також уперше в кар'єрі виграла підсумковий турнір WTA туру.

Курникова та Гінґіс

1999 ознаменував нові перемоги та досягнення, серед яких — третій поспіль одиночний і парний титули на Відкритому чемпіонаті Австралії, перші в кар'єрі виграші турнірів у Берліні та Монреалі, а також повернення першого місця в рейтингу WTA. Гінґіс у парі з Анною Курниковою перемагає в підсумковому турнірі WTA туру. В особистому ж розряді Гінґіс поступилася в фіналі Ліндсей Давенпорт.
У 2000 році Гінґіс вчергове виграла Pan Pacific Open, але програла на початку року кілька двобоїв Ліндсі Девенпорт, серед яких — фінал Відкритого чемпіонату Австралії, і на деякий час поступилася їй першим рядком у рейтингу WTA. Однак через місяць Гінґіс завоювала 29-ий титул у своїй кар'єрі і повернулася на перший рядок у світовому рейтингу WTA. У листопаді Гінґіс виграла головний трофей на підсумковому Chase Championships у Нью-Йорку — як в одиночному, так і у парному розрядах (у парі з Курниковою). І, в черговий раз, завершила сезон на першому рядку рейтингу.
Наступного року Гінґіс разом зі співвітчизником Роджером Федерером завойовує для Швейцарії престижний командний трофей — Кубок Гопмана. Вона також виграє три турніри в одиночному та один турнір у парному розряді. Травма на турнірі у Фільдерштадті (розрив зв'язки правої ноги) позбавляє Гінґіс можливості виступити на заключному змаганні року — підсумковому Чемпіонаті WTA у Мюнхені. Гінґіс переносить операцію зі зшивання зв'язок і втрачає лідерство у світовому рейтингу.
У 2002 році Гінґіс повертається після травми. На Відкритому чемпіонаті Австралії вона грає в обох фіналах: в одиночному поступається Дженніфер Капріаті, а в парі з Курниковою виграє свій дев'ятий турнір Великого шолому. Гінґісперемагає ще в трьох турнірах цього року в одиночному розряді та одному — парному. 14 жовтня Гінґіс займає 11 рядок у світовому рейтингу і вперше з 6 жовтня 1996 залишає десятку. У 2002 році Мартіна Гінґіс оголосила про закінчення тенісної кар'єри — після травми щиколоток, перенісши до цього кілька операцій. Залишивши теніс, стала коментаторкою на каналі Eurosport та австралійському спортивному каналі Channel 7.

## 2005—2007: Повернення

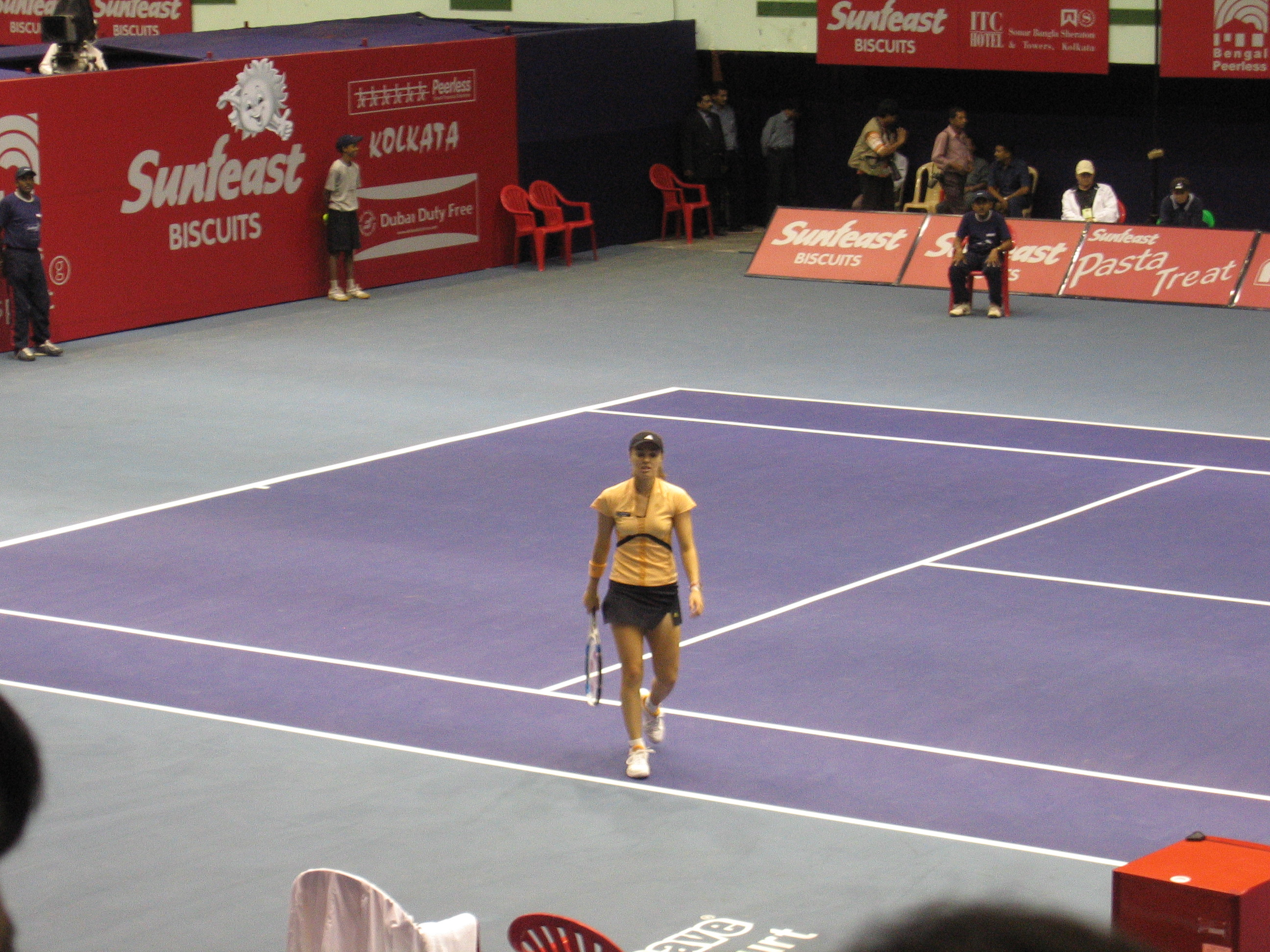
Турнір у Калькутті, 2006

Минуло майже три роки після оголошення про завершення кар'єри і у 2005 Гінґіс спробувала повернутися в теніс. Вона взяла участь у турнірі в Таїланді, але програла в першому ж колі німкені Марлен Вайнгартнер. Наприкінці того ж року оголосила, що, незважаючи на поразку на турнірі в Таїланді, вона знову повертається в теніс. З того моменту Гінґіс взяла участь у декількох турнірах, але першу перемогу в одиночному розряді змогла здобути лише на «Italian Open» 2006, де переступила рубіж у 500 перемог. Перший трофей після повернення Гінґіс здобула на Відкритому чемпіонаті Австралії у 2006, де вона перемогла, виступаючи з Магешом Бгупаті в міксті.
У січні 2007 року Хінгіс досягла чвертьфіналу Австралійського чемпіонату, але, як і 2006 року, програла Кім Клейстерс. У лютому швейцарка заявилася на турнірі в Токіо, який з успіхом виграла вп'яте і цим самим встановила рекорд цього турніру. У Дубаї Гінґіс програла у чвертьфіналі сербці Єлені Янкович, а на Індіан-Веллсі зазнала невдачі від Даніели Гантухової.

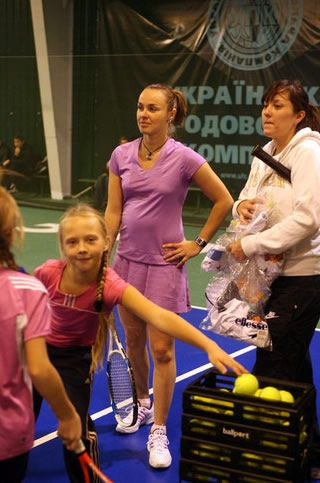
Мартіна в тенісному клубі «Селена» (Черкаси)

Згодом Гінґіс відмовилася від участі в турнірах у Чарльстоні та Римі — через сильні болі у спині. Була надія на те, що вона заявиться на чемпіонат у Франції, але тенісистка не змогла повністю відновитися, тому наступним турніром, у якому вона взяла участь, став Вімблдон.
На Вімблдоні швейцарка, як і попереднього року, зазнала невдачі вже в третьому колі. Цього разу вона програла Лорі Гренвіл — 4:6, 2:6. Після цього Гінґіс взяла тривалу відпустку для підготовки до Відкритого чемпіонату США, на якому спромоглася вийти у третє коло.
11 жовтня 2007 Гінґіс офіційно, через представників організаторів WTA-туру, повідомила  про відмову від участі в престижному турнірі в Цюриху та дострокове завершення сезону 2007, назвавши головною причиною невиліковну травму стегна.
1 листопада 2007 у Цюриху (Швейцарія) Гінґіс провела пресконференцію, де повідомила про остаточне завершення кар'єри тенісистки. Однією з причин, що змусила її зібрати пресконференцію, стало те, що організатори Вімблдонського турніру звинуватили Гінґіс у вживанні кокаїну. «Я дуже засмучена і сердита», — повідомила вона, ледве стримуючи сльози, «Я напевно невинна і присягаю, що ніколи не пробувала кокаїн». Лері Скот, керівник WTA-туру, зауважив , що повідомлення про вживання кокаїну Мартіною Гінґіс не є офіційними даними і про це він вперше почув від самої Гінґіс.
5 листопада 2007 Мартіна Гінґіс приїхала в Україну за запрошенням Федерації тенісу України і народного депутата України Павла Костенка. Вона відвідала в Черкасах тенісний клуб «Селена» і як туристка «поблукала» по Києву.
19 листопада офіційно була знята з рейтингу WTA, за власним бажанням.
Тести «А» і «В» (№ 3003444) сечі, які взяли в Гінґіс після третього кола Вімблдонського турніру (29.07.2007), показали позитивний результат на метаболіт кокаїну. Кокаїн і його метаболіти входять до переліку заборонених WADA у 2007 році речовин і тому також заборонені тенісною антидопінговою програмою. Виходячи з цього, 11 і 12 грудня 2007 в Лондоні після слухань Міжнародна федерація тенісу визнала Гінґіс винною у вживанні кокаїну. Гінґіс відразу подала апеляцію до ITF на це рішення, але 4 січня 2008 апеляційний комітет лише підтвердив винність тенісистки. Дискваліфікація швейцарки стартувала 1 жовтня 2007. Гінґіс також повинна віддати призові, які вона заробила під час Вімблдонського турніру і всіх наступних турнірів (загальна сума становить приблизно $129,481). Також Гінґіс автоматично дискваліфікували з WTA.
Гінґіс має власну версію того, що сталося. Результати розслідування, яке було проведено за її проханням групою незалежних експертів та детективів, показали, що проби тенісистки були свідомо зіпсовані в антидопінговій лабораторії WTA Tour. За думкою її адвокатів, скандал стався після того, як Гінґіс відмовилася від багатомільйонного рекламного проекту, який готувався спеціально під неї. Втративши декілька мільйонів рекламних грошей, тенісні боси нібито в помсту вирішили провчити норовливу спортсменку за допомогою найдієвішої зброї — позитивний допінг-тест.

## Після скандалу (2008—2010)
Знову після допінгового скандалу Гінґіс з'явилася на корті тенісного турніру в Ліверпулі 13 червня 2008 де вона зіграла показовий матч проти Яни Новотної і здобула перемогу з рахунком 6-3, 6-4. Цей турнір проходив з 10 по 15 червня і не був офіційною частиною WTA-туру.
У 2009 Гінґіс взяла участь у танцювальному конкурсі BBC «Танці із зірками». Цей конкурс для неї не був дуже успішним, бо вже у перший тиждень після виконання вальсу і румби залишила змагання.
На початку 2010 року весь тенісний світ заговорив про можливе нове повернення Гінґіс у світ професійного тенісу. В кількох інтерв'ю, в лютому-березні 2010 року Гінґіс підтвердила ці наміри і взяла зобов'язання про повернення принаймні у парні змагання. 5 травня 2010 пройшло повідомлення про возз'єднання зі своїм давнім партнером по грі Анною Курніковою, яка не брала участі в жодних тенісних змаганнях протягом останніх семи років. Мартіна й Анна заявилися на тенісні турніри, які передували Вімблдону. Анна на парний турнір — the Invitational Ladies Doubles, Гінґіс на ICAP Liverpool International. Однак їхні ігри не показали достатньої якості і на Вімблдонські змагання вони не заявилися. Водночас із цим Гінґіс заявила, що вертатися у Тур вона не збирається, бо вже верталася і це було дуже кумедно. Але 9 вересня 2010 року Гінґіс підписала новий багаторічний контракт із фірмою Yonex, всесвітньо відомим своїм тенісним обладнанням, та зіграла виставковий матч з Курніковою на Відкритому чемпіонаті США проти Пета Кеша та Матса Віландера, що свідчило про її майбутнє повернення.
У березні 2013 року було оголошено, що Мартіна Гінґіс обрана членом Міжнародної тенісної зали слави.

## Нове повернення
У 2013 Мартіна Гінґіс оголосила, що повертається в теніс і буде грати тільки в парному розряді. В січні 2015 року вона з Леандером Паесом виграла ще один турнір Великого шолома — Відкритий чемпіонат Австралії з тенісу 2015 у міксті. У червні-липні 2015  року вона виграла Вімблдонський турнір у парному розряді разом з індійською тенісисткою Санєю Мірзою. Крім того, разом із Леандером Паесом Гінґіс здобула перемогу на цьому турнірі також у міксті.
Пара Мартіна Гінґіс та Саня Мірза на початку 2015 року очолили парний рейтинг WTA. На Відкритому чемпіонаті США 2015 Гінґіс здобула ще два титули: в парному розряді разом із Мірзою та у міксті разом із Леандером Паесом.
На Відкритому чемпіонаті Австралії 2016 Гінґіс та Мірза виграли третій шолом поспіль. На Відкритому чемпіонаті Франції 2016 року Гінґіс з Леандером Паесом виграли мікст, але пара Гінґіс-Мірза не змогла заволодіти одночасно всіма титулами Великого шолома.
Виступаючи за збірну Швейцарії в кубку Девіса проти збірної Польщі, Гінґіс грала також у одиночному розряді, мабуть, з наміром увійти до олімпійської збірної своєї країни, для чого представництво в кубку Девіса є обов'язковим. На Олімпіаді 2016 року в Ріо-де-Жанейро Гінґіс у парі з Тімеєю Бачинські виборола срібні медалі, поступившись парі росіянок Катерина Макарова / Олена Весніна.
У кінці 2016 року пара Гінґіс/Мірза розійшлася. Гінґіс почала шукати нову партнерку. Гра з Коко Вандевей успіхів не принесла, і Гінґіс утворила тандем з досвідченою Чжань Юнжань із Тайваною.  Першу перемогу нова пара здобула на турнірі в Індіан-Веллс.
Новий титул Великого шолома підкорився Гінґіс на Вімблдоні-2017, де вона виграла мікст з англійським тенісистом Джеймі Маррей. На US Open 2017 Гінґіс здобула ще два титули Великого шолома — у жіночному парному розряді разом з Чжань Юнжань та в міксті разом із Джеймі Маррі.
На початку жовтня 2017 року Гінґіс повернулася на першу сходинку парного рейтингу WTA. 28 жовтня 2017 року на чемпіонаті WTA у Сінгапурі Гінґіс втретє оголосила завершення кар'єри.

## Стиль гри
Мартіна Гінґіс грала і грає в так званий тактичний теніс, прораховуючи на перед кроки суперниці. На відміну від багатьох жінок, які грають в захисній манері, дещо підрізаним захисним ударом, Гінґіс однаково б'є потужно як справа, так і зліва (дворучний удар). Якщо вимушували обставини, то може зіграти однією рукою.
Відсоток перших подач Гінґіс — точні. Гінґіс володіє хльостким рухом в завершальній фазі удару. До того ж дуже рідко робить більше трьох подвійних помилок.
Удари з відскоку Гінґіс виконує за висхідною, стрімко атакуючи м'яч, підвищуючи швидкість і не даючи суперниці оговтатися. Але проблема Гінґіс полягає в тому, що під час довгих розіграшах очка вона «підсідла»: не встигала за м'ячем, жмакала закінчення удару і частіше починала помилятися. Хоча в цілому удар справа агресивний і щільний.
Удар зльоту дуже впевнений. Гінґіс дуже часто використовує цей прийом, б'ючи точнісінько в лінію або за п'ять сантиметрів від неї в полі, що дозволяло збити темп гри.
Гінґіс охоче використовує  зворотний крос. Цим елементом вона володіє на відмінно. Діє хоробро, а інколи непомірно ризикує.
Пересування Маріни на корті відбувається дуже плавно, безшумно і непомітно — без зайвих рухів. Але інколи злагоджений механізм дає збої і тенісистка не витягує фізично.
Гінґіс — універсальна гравчиня, яка полюбляє грати в атакувальній манері «подача — вихід до сітки»
Тенісистку відрізняє уміння додати в критичній ситуації, але водночас на декількох іграх можна було спостерігати нестачу концентрації.  Коли вона починала себе жаліти на корті, матч можна було вважати  проваленим. Вона завжди йшла на поводу власного настрою. Гінґіс дуже полюбляла суперниць, які робили їй виклики по грі. І чим активніша була протидія, тим більше бажання її здолати.
Мати тенісистки Мелані Молітор з дитинства готувала Мартіну до гри на всіх покриттях, в чому безумовно мала успіх. Гінґіс впевнено грає на гарді, ґрунті та траві.

## У популярній культурі
Про Мартіну Гінґіс знятий документальний фільм «Мартіна Друга» («Martina II»), що містить інтерв'ю з нею, а також описує її шлях у тенісі і перемоги на різних турнірах.

## Особисте життя
Незадовго до нового 2007 року Гінґіс оголосила заручини із чеським тенісистом Радеком Штепанеком. У серпні 2007 представник ATP-туру Стівен Даккітт на турнірі АТП серії «Masters» у Монреалі повідомив, що Радек Штепанек та Мартіна Гінґіс вирішили розлучитися й не одружуватися. Зустрічалася з українським бізнесменом, головою Федерації кінного спорту України Олександром Онищенком. У березні 2010 Гінґіс заявила про шлюб із цюрихським адвокатом Андреасом Б'єрі, але згодом пара розірвала відносини. У грудні 2010 року Гінґіс одружилася з французьким вершником, що змагається у конкурі, Тібо Гутіном. Розлучилася через три роки. На Олімпіаді в Ріо-де-Жанейро у липні 2016 року, почала стосунки з лікарем збірної Швейцарії Гаральдом Ліманном. 20 липня 2018 року одружилася з ним.
Мартіна Гінґіс на власні кошти утримує дитячий дім у Чехії, фінансує ряд екологічних організацій.
Розмовляє англійською, німецькою, французькою, словацькою мовами.

## Фінальні матчі турнірів Великого шолома

### Переможні фінали (5)
| Рік  | Турнір              | Опонент          | Рахунок матчу |
| 1997 | Australian Open     | П'єрс Марі       | 6-2, 6-2      |
| 1997 | Wimbledon           | Яна Новотна      | 2-6, 6-3, 6-3 |
| 1997 | U.S. Open           | Вінус Вільямс    | 6-0, 6-4      |
| 1998 | Australian Open (2) | Кончіта Мартінес | 6-3, 6-3      |
| 1999 | Australian Open (3) | Амелі Моресмо    | 6-2, 6-3      |

### Програні фінали (7)
| Рік  | Турнір              | Переможець         | Рахунок матчу |
| 1997 | French Open         | Іва Майолі         | 6-4, 6-2      |
| 1998 | U.S. Open           | Ліндсі Девенпорт   | 6-3, 7-5      |
| 1999 | French Open (2)     | Штеффі Граф        | 4-6, 7-5, 6-2 |
| 1999 | U.S. Open (2)       | Серена Вільямс     | 6-3, 7-6      |
| 2000 | Australian Open     | Давенпорт Ліндсей  | 6-1, 7-5      |
| 2001 | Australian Open (2) | Дженніфер Капріаті | 6-4, 6-3      |
| 2002 | Australian Open (3) | Капріаті Дженніфер | 4-6, 7-6, 6-2 |

## Всі одиночні титули WTA Tour та ITF Circuit
| Legend (Одиночні)          |
| -------------------------- |
| І категорія (17)           |
| ІІ категорія (15)          |
| ІІІ категорія (4)          |
| IV категорія(0)            |
| Тітули великого шолому (5) |
| Чемпіонат WTA Tour (2)     |
| ITF Circuit (2)            |

| #   | Дата       | Турнір                                                       | Покриття | Опонент у фіналі      | Рахунок             |
| --- | ---------- | ------------------------------------------------------------ | -------- | --------------------- | ------------------- |
| 1.  | 1993-10-24 | Ланґенталь, Швейцарія                                        | Килим    | Софі Жорже            | 2-6, 7-5, 7-6(4)    |
| 2.  | 1996-03-10 | Простейов, Чехія                                             | Тверде   | Паулюс Барбара        | 6-1, 6-4            |
| 3.  | 1996-10-13 | «Porsche Tennis Grand Prix», Фільдерштадт, Німеччина         | Килим    | Анке Губер            | 6-2, 3-6, 6-3       |
| 4.  | 1996-11-10 | «Silicon Valley Classic», Окленд, США                        | Килим    | Моніка Селеш          | 6-2, 6-0            |
| 5.  | 1997-01-12 | «Sydney International», Сідней, Австралія                    | Тверде   | Дженніфер Капріаті    | 6-1, 5-7, 6-1       |
| 6.  | 1997-01-25 | «Australian Open», Мельбурн, Австралія                       | Тверде   | Марі П'єрс            | 6-2, 6-2            |
| 7.  | 1997-02-02 | «Toray Pan Pacific Open», Токіо, Японія                      | Килим    | Штеффі Граф           | відмова             |
| 8.  | 1997-02-16 | «Open GDF Suez», Париж, Франція                              | Килим    | Анке Губер            | 6-3, 3-6, 6-3       |
| 9.  | 1997-03-30 | «Мастерс Маямі», Кі-Біскейн, США                             | Тверде   | Моніка Селеш          | 6-2, 6-1            |
| 10. | 1997-04-06 | «Volvo Car Open», Гілтон-Гед-Айленд, США                     | Ґрунт    | Моніка Селеш          | 3-6, 6-3, 7-6(5)    |
| 11. | 1997-07-06 | «Вімблдон», Велика Британія                                  | Трава    | Яна Новотна           | 2-6, 6-3, 6-3       |
| 12. | 1997-07-27 | «Bank of the West Classic» Стенфорд, США                     | Тверде   | Кончіта Мартінес      | 6-0, 6-2            |
| 13. | 1997-08-03 | «Southern California Open», Сан-Дієґо, США                   | Тверде   | Моніка Селеш          | 7-6(4), 6-4         |
| 14. | 1997-09-07 | «US Open», Нью-Йорк, США                                     | Тверде   | Вінус Вільямс         | 6-0, 6-4            |
| 15. | 1997-10-12 | «Porsche Tennis Grand Prix», Фільдерштадт, Німеччина         | Килим    | Ліза Реймонд          | 6-2, 6-4            |
| 16. | 1997-11-16 | «Advanta Championships of Philadelphia», Філадельфія, США    | Килим    | Ліндсі Девенпорт      | 7-5, 6-7(7), 7-6(4) |
| 17. | 1998-01-31 | «Australian Open», Мельбурн, Австралія                       | Тверде   | Кончіта Мартінес      | 6-3, 6-3            |
| 18. | 1998-03-15 | «Мастерс Індіан-Веллс», Індіан-Веллс, США                    | Тверде   | Ліндсі Девенпорт      | 6-3, 6-4            |
| 19. | 1998-05-04 | Гамбург, Німеччина                                           | Ґрунт    | Яна Новотна           | 6-3, 7-5            |
| 20. | 1998-05-17 | «Мастерс Рим», Рим, Італія                                   | Ґрунт    | Вінус Вільямс         | 6-3, 2-6, 6-3       |
| 21. | 1998-11-22 | «WTA Tour Championships», Нью-Йорк, США                      | Килим    | Ліндсі Девенпорт      | 7-5, 4-6, 6-4, 6-2  |
| 22. | 1999-01-30 | «Australian Open», Мельбурн, Австралія                       | Тверде   | Амелі Моресмо         | 6-2, 6-3            |
| 23. | 1999-02-07 | «Toray Pan Pacific Open», Токіо, Японія                      | Килим    | Аманда Кетцер         | 6-2, 6-1            |
| 24. | 1999-04-04 | «Volvo Car Open», Гілтон-Гед-Айленд, США                     | Ґрунт    | Анна Курнікова        | 6-4, 6-3            |
| 25. | 1999-05-16 | «German Open», Берлін, Німеччина                             | Ґрунт    | Жулі Алар-Декюжі      | 6-0, 6-1            |
| 26. | 1999-08-08 | «Southern California Open», Сан-Дієґо, США                   | Тверде   | Вінус Вільямс         | 6-4, 6-0            |
| 27. | 1999-08-22 | «Мастерс Канада», Торонто, Канада                            | Тверде   | Моніка Селеш          | 6-4, 6-4            |
| 28. | 1999-10-10 | «Porsche Tennis Grand Prix», Фільдерштадт, Німеччина         | Килим    | Марі П'єрс            | 6-4, 6-1            |
| 29. | 2000-02-06 | «Toray Pan Pacific Open», Токіо, Японія                      | Килим    | Тестю Сандрін         | 6-3, 7-5            |
| 30. | 2000-04-02 | «Мастерс Маямі», Кі-Біскейн, США                             | Тверде   | Ліндсі Девенпорт      | 6-3, 6-2            |
| 31. | 2000-05-07 | Гамбург, Німеччина                                           | Ґрунт    | Аранча Санчес Вікаріо | 6-3, 6-3            |
| 32. | 2000-06-25 | «Rosmalen Grass Court Championships» Гертоґенбос, Нідерланди | Трава    | Руксандра Драгомір    | 6-2, 3-0 відм.      |
| 33. | 2000-08-20 | «Мастерс Канада», Монреаль, Канада                           | Тверде   | Серена Вільямс        | 0-6, 6-3, 3-0 відм. |
| 34. | 2000-10-08 | «Porsche Tennis Grand Prix», Фільдерштадт, Німеччина         | Килим    | Кім Клейстерс         | 6-0, 6-3            |
| 35. | 2000-10-15 | «Zurich Open», Цюрих, Швейцарія                              | Тверде   | Ліндсі Девенпорт      | 6-4, 4-6, 7-5       |
| 36. | 2000-10-29 | Москва, Росія                                                | Килим    | Курникова Анна        | 6-3, 6-1            |
| 37. | 2000-11-19 | «WTA Tour Championships», Нью-Йорк, США                      | Килим    | Моніка Селеш          | 6-7(5), 6-4, 6-4    |
| 38. | 2001-01-08 | «Sydney International», Сідней, Австралія                    | Тверде   | Ліндсі Девенпорт      | 6-3, 4-6, 7-5       |
| 39. | 2001-02-18 | «Qatar Ladies Open», Доха, Катар                             | Тверде   | Тестю Сандрін         | 6-3, 6-2            |
| 40. | 2001-02-25 | «Dubai Tennis Championships», Дубаї, ОАЕ                     | Тверде   | Наталі Тозья          | 6-4, 6-4            |
| 41. | 2002-01-13 | «Sydney International», Сідней, Австралія                    | Тверде   | Меган Шонессі         | 6-2, 6-3            |
| 42. | 2002-02-03 | «Toray Pan Pacific Open», Токіо, Японія                      | Килим    | Моніка Селеш          | 7-6(6), 4-6, 6-3    |
| 43. | 2006-05-21 | «Мастерс Рим», Рим, Італія                                   | Ґрунт    | Дінара Сафіна         | 6-2, 7-5            |
| 44. | 2006-09-24 | «Sunfeast Open», Калькутта, Індія                            | Килим    | Ольга Пучкова         | 6-0, 6-4            |
| 45. | 2007-02-04 | «Toray Pan Pacific Open», Токіо, Японія                      | Килим    | Ана Іванович          | 6-4, 6-2            |

## Виступи на турнірах Великого шолома
|      | Австралія | Франція   | Вімблдон  | США       | WTA Чемпіонат |
| ---- | --------- | --------- | --------- | --------- | ------------- |
| 1995 | 2 раунд   | 3 раунд   | 1 раунд   | 4 раунд   | -             |
| 1996 | 1/4 фінал | 3 раунд   | 4 раунд   | 1/2 фінал | Фінал         |
| 1997 | Перемога  | Фінал     | Перемога  | Перемога  | 1/4 фінал     |
| 1998 | Перемога  | 1/2 фінал | 1/2 фінал | Фінал     | Перемога      |
| 1999 | Перемога  | Фінал     | 1 раунд   | Фінал     | Фінал         |
| 2000 | Фінал     | 1/2 фінал | 1/4 фінал | 1/2 фінал | Перемога      |
| 2001 | Фінал     | 1/2 фінал | 1 раунд   | 1/2 фінал | -             |
| 2002 | Фінал     | -         | -         | 4 раунд   | -             |
| 2006 | 1/4 фінал | 1/4 фінал | 3 раунд   | 2 раунд   | 1 раунд       |
| 2007 | 1/4 фінал | -         | 3 раунд   | 3 раунд   | -             |

## Всі титули WTA Tour та ITF Circuit в парному розряді
| Legend (Пари)          |
| ---------------------- |
| I категорія (13)       |
| II категорія (13)      |
| III категорія (0)      |
| IV категорія (0)       |
| Великий шолом (9)      |
| Чемпіонат WTA Туру (2) |
| ITF Circuit (1)        |

| #   | Дата              | Турнір                                          | Покриття | Партнер               | Опоненти по фіналу                      | Рахунок       |
| --- | ----------------- | ----------------------------------------------- | -------- | --------------------- | --------------------------------------- | ------------- |
| 1.  | 5 березня 1995    | Простейов, Чехія                                | Гард (з) | Петра Лангрова        | Єва Меліхаров Катаржина Теодорович      | 7-6, 6-2      |
| 2.  | 7 травня 1995     | «Porsche Tennis Grand Prix», Гамбург, Німеччина | Ґрунт    | Джиджі Фернандес      | Кончіта Мартінес Патрісія Тарабіні      | 6-2, 6-3      |
| 3.  | 7 липня 1996      | Wimbledon, Велика Британія                      | Трава    | Гелена Сукова         | Мередіт МакГарт Лариса Нейланд          | 5-7, 7-5, 6-1 |
| 4.  | 20 жовтня 1996    | Цюрих, Швейцарія                                | Килим    | Гелена Сукова         | Ніколь Ардент Наташа Звєрєва            | 7-5, 6-4      |
| 5.  | 26 січня 1997     | Australian Open, Мельбурн                       | Гард     | Наташа Звєрєва        | Ліндсі Девенпорт Ліза Реймонд           | 6-2, 6-2      |
| 6.  | 16 лютого 1997    | Париж, Франція                                  | Килим    | Гелена Сукова         | Александра Русаї Ріта Гранте            | 6-3, 6-0      |
| 7.  | 6 квітня 1997     | «Volvo Car Open», Гілтон-Гед-Айленд, США        | Ґрунт    | Мері Джо Фернандес    | Ліндсей Давенпорт Яна Новотна           | 7-5, 4-6, 6-1 |
| 8.  | 27 липня 1997     | Стенфорд, США                                   | Гард     | Ліндсей Давенпорт     | Кончіта Мартінес Патрісія Тарабіні      | 6-1, 6-3      |
| 9.  | 3 серпня 1997     | Сан-Дієго, США                                  | Гард     | Аранча Санчес Вікаріо | Амі Фрайзер Кімберлі По                 | 6-3, 7-5      |
| 10. | 28 вересня 1997   | Лейпциг, Німеччина                              | Килим    | Яна Новотна           | Яюк Басукі Гелена Сукова                | 6-2, 6-2      |
| 11. | 12 жовтня 1997    | Фільдерштадт, Німеччина                         | Гард (i) | Аранча Санчес-Вікаріо | Ліндсей Давенпорт Яна Новотна           | 7-6, 3-6, 7-6 |
| 12. | 19 жовтня 1997    | Цюрих, Швейцарія                                | Килим    | Аранча Санчес-Вікаріо | Лариса Нейланд Гелена Сукова            | 4-6, 6-4, 6-1 |
| 13. | 18 січня 1998     | Сідней, Австралія                               | Гард     | Гелена Сукова         | Катріна Адамс Мередіт МакГарт           | 6-1, 6-2      |
| 14. | 1 лютого 1998     | Australian Open, Мельбурн                       | Гард     | Мір'яна Лучич         | Ліндсей Давенпорт Наташа Зверєва        | 6-4, 2-6, 6-3 |
| 15. | 8 лютого 1998     | Токіо, Японія                                   | Килим    | Мірьяна Льючіч        | Ліндсей Давенпорт Наташа Зверєва        | 7-5, 6-4      |
| 16. | 29 березня 1998   | Маямі, США                                      | Гард     | Яна Новотна           | Аранча Санчес-Вікаріо Наташа Зверєва    | 6-2, 3-6, 6-3 |
| 17. | 7 червня 1998     | French Open, Париж                              | Ґрунт    | Яна Новотна           | Ліндсей Давенпорт Наташа Зверєва        | 6-1, 7-6      |
| 18. | 5 липня 1998      | Wimbledon, Велика Британія                      | Трава    | Яна Новотна           | Ліндсей Давенпорт Наташа Зверєва        | 6-3, 3-6, 8-6 |
| 19. | 16 серпня 1998    | Лос-Анджелес                                    | Гард     | Гелена Сукова         | Тамарін Танасуган Олена Татаркова       | 6-4, 6-2      |
| 20. | 23 серпня 1998    | Монреаль, Канада                                | Гард     | Яна Новотна           | Яюк Басукі Каролін Віс                  | 6-3, 6-4      |
| 21. | 13 вересня 1998   | US Open, Нью-Йорк                               | Гард     | Яна Новотна           | Ліндсей Давенпорт Наташа Зверєва        | 6-3, 6-3      |
| 22. | 31 січня 1999     | Australian Open, Мельбурн                       | Гард     | Анна Курнікова        | Ліндсей Давенпорт Наташа Зверєва        | 7-5, 6-3      |
| 23. | 14 березня 1999   | Індіан-Веллс, США                               | Гард     | Анна Курнікова        | Мері Джо Фернандес Яна Новотна          | 6-2, 6-2      |
| 24. | 28 березня 1999   | Маямі, США                                      | Гард     | Яна Новотна           | Мері Джо Фернандес Моніка Селеш         | 6-0, 4-6, 7-6 |
| 25. | 9 травня 1999     | Рим, Італія                                     | Ґрунт    | Анна Курнікова        | Александра Фусаї Наталі Тозья           | 6-2, 6-2      |
| 26. | 20 червня 1999    | Істбурн, Велика Британія                        | Трава    | Анна Курнікова        | Яна Новотна Наташа Зверєва              | 6-4, retired  |
| 27. | 21 листопада 1999 | Нью-Йорк                                        | Килим    | Анна Курнікова        | Аранча Санчес-Вікаріо Лариса Нейланд    | 6-4, 6-4      |
| 28. | 6 лютого 2000     | Токіо, Японія                                   | Килим    | Марі П'єрс            | Александра Фусаї Наталі Тозья           | 6-4, 6-1      |
| 29. | 11 червня 2000    | French Open, Париж                              | Ґрунт    | Мері Пірс             | Вірхінія Руано Паскуаль Паола Суарес    | 6-2, 6-4      |
| 30. | 20 серпня 2000    | Монреаль, Канада                                | Гард     | Наталі Тозья          | Джулі Галард Суґіяма Ай                 | 6-3, 3-6, 6-4 |
| 31. | 8 жовтня 2000     | Фільдерштадт, Німеччина                         | Гард (i) | Анна Курнікова        | Аранча Санчес-Вікаріо Барбара Шетт      | 6-4, 6-2      |
| 32. | 15 жовтня 2000    | Цюрих, Швейцарія                                | Килим    | Анна Курнікова        | Кімберлі По Анна-Гаел Сідор             | 6-3, 6-4      |
| 33. | 12 листопада 2000 | Філадельфія, США                                | Килим    | Анна Курнікова        | Ліза Реймонд Ренне Стаббс               | 6-2, 7-5      |
| 34. | 19 листопада 2000 | Нью-Йорк                                        | Килим    | Анна Курнікова        | Ніколь Ардент Манон Боллеграф           | 6-2, 6-3      |
| 35. | 7 жовтня 2001     | Москва, Росія                                   | Килим    | Анна Курнікова        | Олена Дементьєва Ліна Краснокутська     | 7-6, 6-3      |
| 36. | 27 січня 2002     | Australian Open, Мельбурн                       | Гард     | Анна Курнікова        | Даніела Гантухова Аранча Санчес Вікаріо | 6-2, 6-7, 6-1 |
| 37. | 5 травня 2002     | Гамбург, Німеччина                              | Ґрунт    | Барбара Шетт          | Даніела Гантухова Аранча Санчес Вікаріо | 6-1, 6-1      |
| 38. | 3 березня 2007    | Доха, Катар                                     | Гард     | Марія Кириленко       | Агнеш Шавай Владимира Ухлорова          | 6-1, 6-1      |

## Виступи на турнірах
Наведена нижче таблиця допомагає розшифрувати умовні позначення в таблиці виступів тенісиста.
| Умовні позначення виступів | Умовні позначення виступів                | Умовні позначення виступів | Умовні позначення виступів |
| -------------------------- | ----------------------------------------- | -------------------------- | -------------------------- |
| В/У                        | Відношення виграшів до участі на турнірах | В-П                        | Виграш-Поразка             |
| ТН                         | Турнір не проводився                      | Н                          | Тенісист не брав участі    |
| КР                         | програв у кваліфікаційному турнірі        | #Р                         | попередні раунди турніру   |
| ЧФ                         | тенісист досяг чвертьфіналу               | ПФ                         | тенісист досяг півфіналу   |
| Ф                          | тенісист програв у фіналі                 | Ч                          | Чемпіон турніру            |

| Турнір               | 1994      | 1995      | 1996      | 1997      | 1998      | 1999      | 2000      | 2001      | 2002      | 2003      | 2004      | 2005      | 2006  | 2007  | В/У    | В-П     |
| -------------------- | --------- | --------- | --------- | --------- | --------- | --------- | --------- | --------- | --------- | --------- | --------- | --------- | ----- | ----- | ------ | ------- |
| Australian Open      | Н         | 2р        | ЧФ        | Ч         | Ч         | Ч         | Ф         | Ф         | Ф         | Н         | Н         | Н         | ЧФ    | ЧФ    | 3 / 10 | 52-7    |
| French Open          | Н         | 3р        | 3р        | Ф         | ПФ        | Ф         | ПФ        | ПФ        | Н         | Н         | Н         | Н         | ЧФ    | Н     | 0 / 8  | 35-8    |
| Wimbledon            | Н         | 1р        | 4р        | Ч         | ПФ        | 1р        | ЧФ        | 1р        | Н         | Н         | Н         | Н         | 3р    | 3р    | 1 / 9  | 23-8    |
| US Open              | Н         | 4р        | 1/2       | Ч         | Ф         | Ф         | ПФ        | ПФ        | 4р        | Н         | Н         | Н         | 2р    | 3р    | 1 / 10 | 43-9    |
| ВШ В/У               | 0 / 0     | 0 / 4     | 0 / 4     | 3 / 4     | 1 / 4     | 1 / 4     | 0 / 4     | 0 / 4     | 0 / 2     | 0 / 0     | 0 / 0     | 0 / 0     | 0 / 4 | 0 / 3 | 5 / 37 | -       |
| ВШ В-П               | 0-0       | 6-4       | 14-4      | 27-1      | 23-3      | 19-3      | 20-4      | 16-4      | 9-2       | 0-0       | 0-0       | 0-0       | 11-4  | 8-3   | -      | 153-32  |
| Чемпіонат WTA        | Н         | Н         | Ф         | ЧФ        | Ч         | Ф         | Ч         | Н         | Н         | Н         | Н         | Н         | RR    | Н     | 2 / 6  | 16-5    |
| Токіо                | Н         | Н         | ПФ        | Ч         | Ф         | Ч         | Ч         | Ф         | Ч         | Н         | Н         | Н         | Ф     | Ч     | 5 / 9  | 32-4    |
| Індіан-Веллс         | Не I кат. | Не I кат. | Н         | Н         | Ч         | ЧФ        | Ф         | ПФ        | Ф         | Н         | Н         | Н         | ПФ    | 4р    | 1 / 7  | 27-6    |
| Кі-Біскейн           | Н         | Н         | 2р        | Ч         | ПФ        | ПФ        | Ч         | ПФ        | ЧФ        | Н         | Н         | Н         | 3р    | 3р    | 2 / 9  | 29-7    |
| Чарльстон            | Н         | Н         | 2р        | Ч         | Н         | Ч         | Н         | Ф         | Н         | Н         | Н         | Н         | Н     | Н     | 2 / 4  | 15-2    |
| Берлін               | Н         | 2р        | 2р        | Н         | ЧФ        | Ч         | ПФ        | ПФ        | Н         | Н         | Н         | Н         | ЧФ    | 3р    | 1 / 8  | 19-7    |
| Рим                  | Н         | Н         | Ф         | Н         | Ч         | ПФ        | Н         | ПФ        | Н         | Н         | Н         | Н         | Ч     | Н     | 2 / 5  | 21-3    |
| Сан Дієґо            | Не I кат. | Не I кат. | Не I кат. | Не I кат. | Не I кат. | Не I кат. | Не I кат. | Не I кат. | Не I кат. | Не I кат. | Н         | Н         | ЧФ    | 3р    | 0 / 2  | 3-2     |
| Монреаль/Торонто     | Н         | 3р        | Н         | Н         | ПФ        | Ч         | Ч         | Н         | ЧФ        | Н         | Н         | Н         | Ф     | Н     | 2 / 6  | 21-4    |
| Москва               | Не I кат. | Не I кат. | Не I кат. | Н         | Н         | Н         | Ч         | ЧФ        | 1р        | Н         | Н         | Н         | Н     | Н     | 1 / 3  | 5-2     |
| Цюрих                | 2р        | 2р        | Ф         | ЧФ        | Н         | Ф         | Ч         | Н         | Н         | Н         | Н         | Н         | ЧФ    | Н     | 1 / 7  | 16-6    |
| Філадельфія          | Н         | 2р        | Не I кат. | Не I кат. | Не I кат. | Не I кат. | Не I кат. | ТН        | ТН        | Не I кат. | Не I кат. | Не I кат. | ТН    | ТН    | 0 / 1  | 1-1     |
| Виступів на турнірах | 4         | 13        | 18        | 17        | 18        | 20        | 20        | 18        | 12        | 0         | 0         | 1         | 20    | 14    | -      | 175     |
| Виступів у фіналі    | 0         | 1         | 5         | 13        | 7         | 13        | 13        | 6         | 4         | 0         | 0         | 0         | 4     | 2     | -      | 68      |
| Чемпіонства          | 0         | 0         | 2         | 12        | 5         | 7         | 9         | 3         | 2         | 0         | 0         | 0         | 2     | 1     | -      | 43      |
| В-П на гарді         | 2-1       | 7-5       | 15-5      | 38-1      | 32-8      | 41-7      | 43-6      | 39-7      | 28-8      | 0-0       | 0-0       | 0-1       | 28-14 | 17-11 | -      | 290-74  |
| В-П на ґрунті        | 0-0       | 7-3       | 10-5      | 11-1      | 16-2      | 19-2      | 12-2      | 17-5      | 2-1       | 0-0       | 0-0       | 0-0       | 14-3  | 1-1   | -      | 109-25  |
| В-П на траві         | 0-0       | 0-1       | 3-1       | 7-0       | 5-1       | 0-1       | 7-1       | 0-1       | 0-0       | 0-0       | 0-0       | 0-0       | 2-1   | 2-1   | -      | 26-8    |
| В-П на килимі        | 3-2       | 4-3       | 18-5      | 15-3      | 8-2       | 11-3      | 15-1      | 4-2       | 4-1       | 0-0       | 0-0       | 0-0       | 9-1   | 4-0   | -      | 95-23   |
| В-П (загальна)       | 5-3       | 18-12     | 46-16     | 71-5      | 61-13     | 71-13     | 77-10     | 60-15     | 34-10     | 0-0       | 0-0       | 0-1       | 53-19 | 24-13 | -      | 520-130 |
| Від %                | 63%       | 60%       | 74%       | 93%       | 82%       | 85%       | 89%       | 80%       | 77%       | -         | -         | 0%        | 74%   | 65%   | -      | 80%     |
| Підсумковий рейтинг  | 87        | 16        | 4         | 1         | 2         | 1         | 1         | 4         | 10        | -         | -         | -         | 7     | 19    | -      | -       |